# Guillaume Cramoisan
Guillaume Cramoisan (ur. 24 sierpnia 1969 r. w Paryżu) – francuski aktor teatralny i telewizyjny.
Uczęszczał na Cours Florent. W 1992 r. zadebiutował na scenie w sztuce Dama kameliowa Aleksandra Dumasa. Punktem zwrotnym w karierze była rola Francka Lamougiesa w serialu Telfrance/France 2 (FR2) P.J. (2000-2008), a następnie postać Matthieu Péraca w serialu TF1 Profil (Profilage, 2009-2012). 

## Wybrana filmografia

### Filmy fabularne
- 2004: Paryżanki (Les Parisiens) jako autor piosenek-kompozytor
- 2004: Pédale dure jako Darling

### Filmy TV
- 2003: Piękne dni (Les Beaux jours) jako Constant
- 2005: Czarna noc 17 października 1961 (Nuit noire, 17 octobre 1961) jako Lekarz
- 2006: Chmury. Listy do syna (Nuages) jako François
- 2007: Valentine i spółka (Valentine & Cie) jako Grégoire de Peyrac

### Seriale TV
- 2000-2008: P.J. jako Franck Lamougies
- 2004: Sędzia jest kobietą (Le Juge est une femme) jako Roberto
- 2005-2006: Spirala (Engrenages) jako Benoît Faye
- 2006: Alex Santana, negocjator (Alex Santana, négociateur) jako Éric Dantoni
- 2006: Navarro jako Christophe Soutine
- 2007: Przepowiednia z Awinionu (La Prophétie d'Avignon) jako Olivier Royal
- 2009: Mac Orlan jako Hughes Saint-Martin
- 2009: Internat (L'internat) jako Victor Durier
- 2009-2012: Profil (Profilage) jako Matthieu Pérac
- 2015: Sędzia jest kobietą (Le Juge est une femme) jako David Millot